# Pomezná
Pomezná (německy Markhausen) byla malá vesnice v okrese Cheb v Karlovarském kraji. Zanikla po druhé světové válce, kdy se ves ocitla v zakázaném hraničním pásmu. Poslední zástavba zmizela při těžbě v místní pískovně pro vybudování přehrady Skalka a při stavbě vlastní přehrady.
Pomezná je také název katastrálního území o rozloze 2,079 km2.

## Geografie a přírodní poměry
Zaniklá ves se nacházela přibližně 9 km západně od centra Chebu, asi 0,7 km od státní hranice se spolkovou zemí Bavorsko. Území leží na rozhraní Chebské pánve a Smrčin, v přírodním parku Smrčiny na levém břehu Ohře, v inundačním území vodního díla Skalka.
V katastru se nachází významný krajinný prvek, opuštěná pískovna Pomezná, lokalita s výskytem zvláště chráněných druhů živočichů, zejména obojživelníků. Pískovna je rovněž lokalitou Geoparku Egeria, součásti Česko - bavorského geoparku.. Do jižní části katastru Pomezná zasahuje přírodní rezervace Rathsam.

## Historie

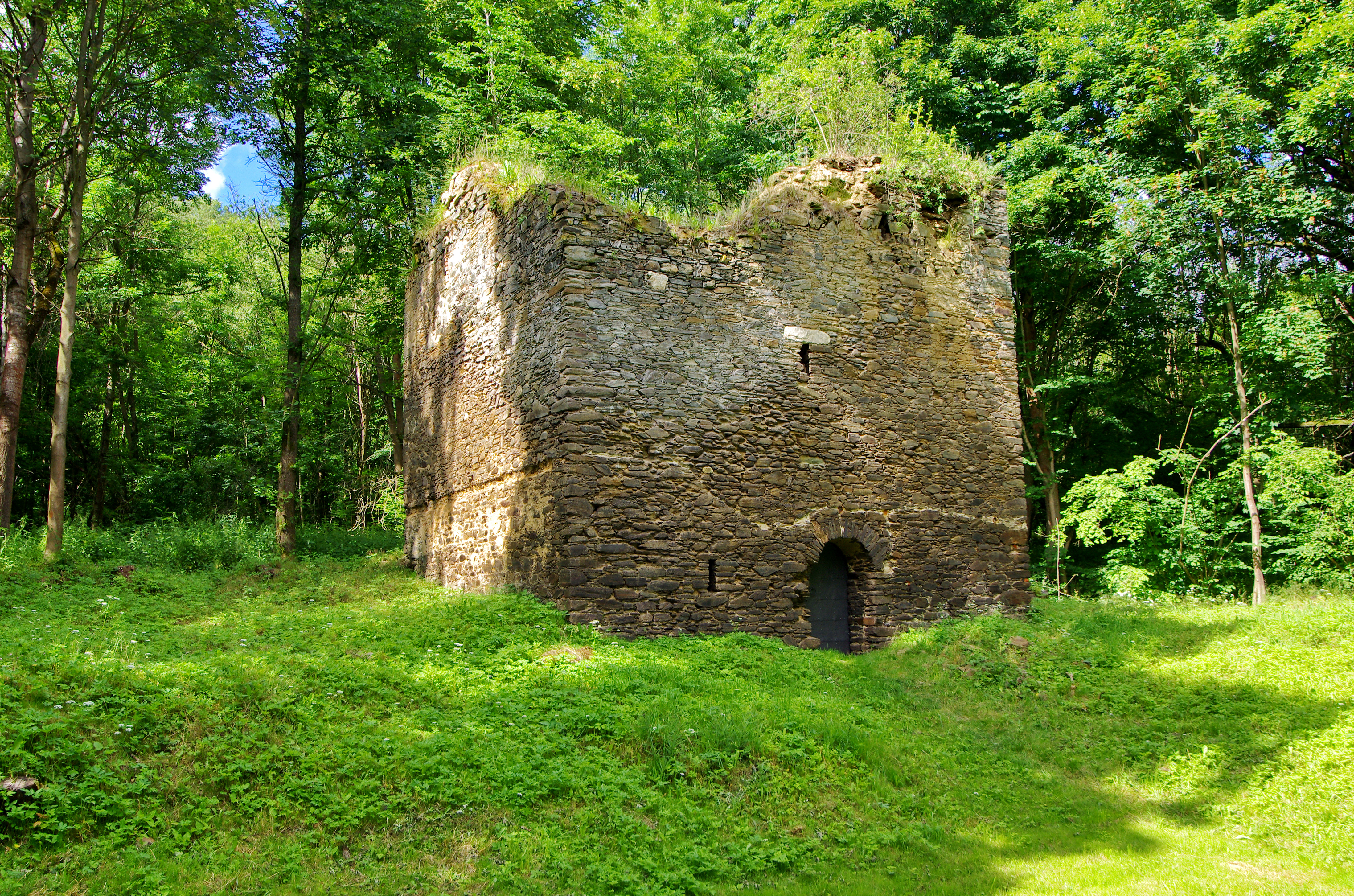
Věž před rekonstrukcí (rok 2016)

Pomezná byla založena zřejmě již ve 12. století. První písemná zmínka o ní pochází z roku 1225 kdy jsou uváděni bratři Konrád a Berchtold z Markhausenu, patřící k chebským ministeriálům. Roku 1303 je uváděn pravděpodobně poslední potomek tohoto rodu. Poté se majitelé střídali, až se ves ocitla v majetku kláštera ve Waldsassenu od něhož ji roku 1348 koupil Rüdiger ze Sparnecku. V dalších letech drželi ves Sparneckové a jejich léníci. Roku 1417 byla ves vypálena vojenskými oddíly norimberských purkrabí. Okolo poloviny 15. století vlastnili ves Paulsdorfové, po nich řada dalších majitelů, později celou ves postupně skoupilo město Cheb, které ves vlastnilo až do 19. století. Po roce 1945 došlo k nucenému vysídlení německého obyvatelstva. Vzhledem ke své poloze v blízkosti státní hranice se ves ocitla po roce 1950 v nově zřízeném hraničním pásmu, což spolu s budováním přehrady Skalka na Ohři počátkem 60. let 20. století znamenalo její zánik. Postupně byly zbořeny všechny stavby, jako poslední zmizel starý mlýn.
V letech 1869–1910 byla Pomezná pod názvem Markhausen osadou obce Mühlbach (nyní Pomezí nad Ohří), v letech 1921–1930 obcí v okrese Cheb; od 1. července 1965 do 29. února 1980 částí obce Libá, poté ZSJ obce Libá.
V roce 1976 byla Pomezná úředně zrušena. Ves připomíná torzo věže bývalé tvrze, která se od roku 2015 rekonstruuje.

## Obyvatelstvo
Při sčítání lidu v roce 1921 zde žilo 104 obyvatel, všichni německé národnosti. K římskokatolické církvi se hlásilo 103 obyvatel, k evangelické jeden.
| Rok            | 1869 | 1880 | 1890 | 1900 | 1910 | 1921 | 1930 | 1950 | 1961 | 1970 | 1980 | 1991 | 2001 | 2011 |
| -------------- | ---- | ---- | ---- | ---- | ---- | ---- | ---- | ---- | ---- | ---- | ---- | ---- | ---- | ---- |
| Počet obyvatel | 160  | 163  | 116  | 110  | 102  | 104  | 89   | 44   | 16   | –    | –    | –    | –    | –    |
| Počet domů     | 22   | 22   | 22   | 19   | 20   | 17   | 17   | 22   | 3    | –    | –    | –    | –    | –    |